# Ключики (станция)
Клю́чики — железнодорожная станция Куйбышевской железной дороги  на линии Пенза — Сызрань, линия электрифицирована. Расположена в пгт Николаевка Ульяновской области. По характеру работы является пассажирско-грузовой станцией. Со станции отправляются пассажирские поезда на Москву, Пензу, Нижневартовск, Одессу, Уфу, Белгород, Орск; осуществляются пригородные перевозки на Сызрань, Кузнецк, Самару.

## История

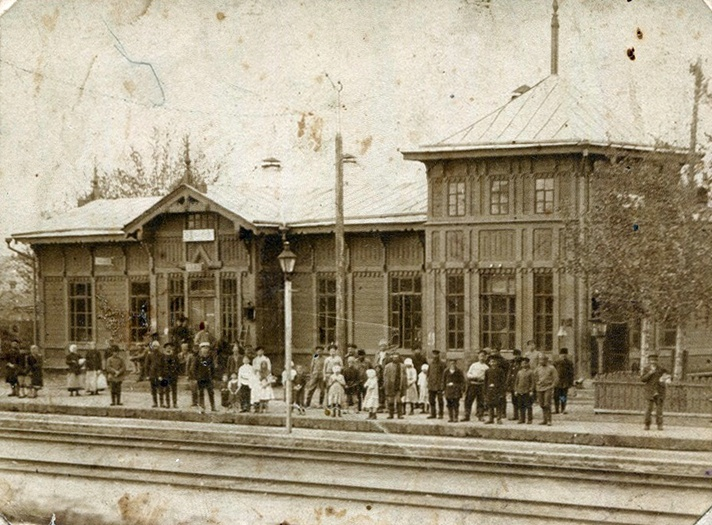

Станция Ключики открыта в 1891 году, в 1964 году электрифицирована постоянным током 3 кВ.

## Деятельность
На станции осуществляются:
- продажа билетов на все пассажирские поезда (в настоящее время нет);
- приём и выдача багажа(в настоящее время нет);
- приём и выдача повагонных отправок грузов, допускаемых к хранению на открытых площадках станций;
- приём и выдача грузов повагонными и мелкими отправками, загружаемых целыми вагонами, только на подъездных путях и местах необщего пользования;
- приём и выдача повагонных отправок грузов, требующих хранений в скрытых складах станций[6].

## Дальнее следование по станции
| № поезда | Маршрут движения      | № поезда | Маршрут движения      |
| -------- | --------------------- | -------- | --------------------- |
| 101      | Нижневартовск — Пенза | 102      | Пенза — Нижневартовск |
| 109      | Самара — Пенза        | 110      | Пенза — Самара        |
| 131      | Орск — Москва         | 132      | Москва — Орск         |

 Объект культурного наследия № {{{1}}}